# Klaus Altena
Klaus Altena (19 de noviembre de 1962) es un deportista alemán que compitió en remo. Ganó tres medallas en el Campeonato Mundial de Remo entre los años 1989 y 1992.

## Palmarés internacional
| Representando a la RFA   |                      |                   |                           |
| Campeonato Mundial       |                      |                   |                           |
| Año                      | Lugar                | Medalla           | Prueba                    |
| 1989                     | Bled (Yugoslavia)    | Medalla de oro    | Cuatro sin timonel ligero |
| 1990                     | Tasmania (Australia) | Medalla de oro    | Cuatro sin timonel ligero |
| Representando a Alemania |                      |                   |                           |
| Campeonato Mundial       |                      |                   |                           |
| Año                      | Lugar                | Medalla           | Prueba                    |
| 1992                     | Montreal (Canadá)    | Medalla de bronce | Ocho con timonel ligero   |